# Келпи
Келпите са митични същества, обитаващи морските дълбини – полухора, полуконе достигащи на височина почти 2 метра. Ходят на два крака, завършващи с копита. Големите им глави с гъста грива и дългите им опашки са като на коне, докато гърдите и ръцете са на хора. В някои келтски диалекти говорени в Ирландия, келпи е известен с наименованието „воден бик“. Живее в езера и реки, голямо е колкото кон и е част от шотландската и ирландската митология.